# Dena Bank
Dena Bank est une banque dont le siège social est situé à Bombay en Inde. Elle est créée en 1938. Elle est détenue par l'état indien depuis sa nationalisation en 1969. 
En septembre 2018, le gouvernement indienne annonce la fusion de Bank of Baroda avec Vijaya Bank et Dena Bank, également deux banques publiques, fusion qui prend effet en avril 2019, créant le troisième pôle bancaire public du pays, et marquant ainsi la disparition définitive de Dena Bank en tant que telle.